# ジュニアチャンピオンコース
『ジュニアチャンピオンコース』もしくは『学研カラー版ジュニアチャンピオンコース』は、1971年から1977年にかけて学習研究社が刊行した児童向け叢書である。

## シリーズ
- 『野球入門 ONの野球コーチ』（長島茂雄, 王貞治） 1971.12.10　全国書誌番号:45000147
- 『推理クイズ あなたは名探偵』（中島河太郎監修[1]、藤原宰太郎, 桜井康生） 1971　全国書誌番号:45000034
- 『手品奇術 あなたは魔術師』（佐藤弘道, 浅野貢一） 1971.12.10　全国書誌番号:45000033
- 『子ども料理 ジュニアクッキング』（木村文子） 1971　全国書誌番号:45000549
- 『なぞ驚異 世界のなぞ世界のふしぎ』（佐藤有文） 1971　全国書誌番号:45000758
- 『絵とき スポーツオール百科』（梅田利兵衛監修） 1971.12.10　全国書誌番号:45000723
- 『絵ときこわい話 怪奇ミステリー』（佐藤有文） 1971[2]
- 『絵ときクイズ 頭のトレーニング』（大村政男, 西昭夫監修[1]、桜井康生, 大島正二） 1972　全国書誌番号:45000027
- 『科学捜査 あの犯人を追え』（長安周一監修、大野進） 1972.7.25　全国書誌番号:45000223
- 『遊びの百科 あなたはゲームチャンピオン』（古田久三郎, 大島正二, 高木重朗） 1972.12.15　全国書誌番号:45000032
- 『絵とき診断 あなたは占い師』（浅野八郎、林夏介ほか絵） 1973[3]
- 『原始人のくらし 大むかしのなぞふしぎ』（たかしよいち） 1973.4[4]
- 『驚異の記録 あの事件を追え』（大野進） 1973.8.25[5]
- 『驚異の記録 世界ショッキング事件』（大野進） 1973[6]
- 『日本一世界一 世界びっくり情報』（笠原秀） 1973.12[7]
- 『犬から虫まで ペットを飼おう』（増井光子、太田浜路ほか絵） 1973[8]
- 『推理クイズ 名探偵登場』（加納一朗） 1973[9]
- 『絵ときSF もしもの世界』（日下実男） 1973[10]
- 『絵とき推理 名探偵トリック作戦』（藤原宰太郎） 1974.6[11]
- 『なぞ神秘 動物の超能力』（小原秀雄, 伊藤政顕）[1] 1974.6.20　全国書誌番号:45000993
- 『なぞ驚異 七つの世界の七不思議』（庄司浅水） 1974.6.20　全国書誌番号:45001051
- 『秘密情報 暗号スパイ大作戦』（獅騎一郎） 1974.8.15　全国書誌番号:45000044
- 『なぞ怪奇 超科学ミステリー』（斎藤守弘） 1974.9.25　全国書誌番号:45000909
- 『動物の驚異 なぞの怪獣・珍獣を追え』（たかしよいち） 1974.12.20　全国書誌番号:45001049
- 『なぞ神秘 世界の秘宝をさぐれ』（畠山清行, 川崎竹一） 1974.12.20　全国書誌番号:45000762
- 『最新情報 空飛ぶ円盤を追え』（並木伸一郎） 1975.12[12]
- 『知識実用 冒険アタック大作戦』（きりぶち輝） 1975[13]
- 『忍術秘伝 忍者トリック作戦』（藤本正行） 1975.12.20[14]
- 『なぞ驚異 日本列島ふしぎ探検』（笠原秀） 1975[15]
- 『NHKクイズ あなたに挑戦!』（重金碩之, 飯塚よし照） 1975[16]
- 『ぼく滅作戦 人間の敵ショッキング情報』（大野進） 1975[17]
- 『日本一世界一 人間びっくり珍情報』（笠原秀） 1975[18]
- 『NHK番組 レンズはさぐる』（NHK科学産業番組班（協力）） 1976.12.20
- 『絵ときクイズあなたに挑戦 社会科びっくりクイズ』（桜井康生, 重金碩之） 1977.4.25
- 『絵ときクイズあなたに挑戦 国語クイズ』（重金碩之） 1977